# Comté de Scott (Kansas)
Pour les articles homonymes, voir Scott et Comté de Scott.
Le comté de Scott est l’un des 105 comtés de l’État du Kansas, aux États-Unis. Fondé le 20 mars 1873, il a été nommé en hommage au général Winfield Scott.
Siège et seule ville : Scott City.

## Géolocalisation
| Comté de Logan   |                 | Comté de Gove |
| Comté de Wichita | Comté de Scott  | Comté de Lane |
| Comté de Kearny  | Comté de Finney |               |